# Боченски, Брэндон
Брэндон Боченски (англ. Brandon Bochenski; род. 4 апреля 1982, Блейн) — американский и казахстанский хоккеист, правый нападающий. Выступал за сборную Казахстана.

## Карьера
Предки хоккеиста бежали из Польши во время Второй мировой войны.
Начинал хоккейную карьеру в родном городке Блейн, где играл за местную юниорскую команду «Блейн Бенгалс». После успешного сезона 1999/2000 годов перебрался в другую юниорскую команду «Линкольн Старз», где показывал высокую результативность — 47 голов и 33 результативных передач в 55 играх. После юниорских лиг переходит во взрослый хоккей. В разные годы защищал цвета Университета Северной Дакоты, «Бингхэмтон Сенаторз», «Оттава Сенаторз», «Чикаго Блэкхокс», «Норфолк Эдмиралс», «Бостон Брюинз», «Провиденс Брюинз», «Анахайм Майти Дакс», «Нэшвилл Предаторз», «Тампа Бэй Лайтнинг».
На драфте НХЛ 2001 года был выбран в 7-м раунде под общим 223-м номером командой «Оттава Сенаторз». 9 марта 2006 года обменян в «Чикаго Блэкхокс». 3 февраля 2007 года обменян в «Бостон Брюинз». Из-за нестабильной игры в НХЛ Боченски неоднократно отправляли в фарм-клубы, выступающих в Американской хоккейной лиге. Участник чемпионата мира 2007 года, проходившего в России, в составе сборной США.
В начале сезона 2010/11 перебрался в КХЛ в казахстанский «Барыс». Травмы, которые неоднократно преследовали Боченски, серьёзно влияли на игру «Барыса» в регулярном чемпионате КХЛ. В сезоне 2010/2011 из-за отсутствия своего главного бомбардира клуб из Астаны с трудом смог попасть в зону плей-офф, где в первом раунде в сухую уступила казанскому «Ак Барсу» (0-4). Регулярный чемпионат сезона 2011/12 сложилась для Боченски весьма успешно, являясь лучшим снайпером во всей лиге, он получил приглашение принять участие в матче всех звёзд в Риге. На матче всех звезд КХЛ отличился хет-триком. В предматчевом шоу «Суперскиллз» отличился сверхбыстрым прохождением препятствии в виде расставленных конусов. Чем показал всем, что является одним из самых техничных нападающих лиги.
8 декабря 2011 года сделал хет-трик в проигранном гостевом матче против «Сибири» (3:4 ОТ), став первым американцем, которому удалось забросить три шайбы в одном матче КХЛ. 30 сентября 2013 года сделал свой второй хет-трик в КХЛ, трижды поразив в гостях ворота минского Динамо, что принесло «Барысу» победу со счётом 5:2.
Выступал в тройке с канадцами Найджелом Доусом и Дастином Бойдом.
Дал согласие принять гражданство Казахстана в 2014 году. Позже к такому же примеру последовали и партнеры по звену, что позволило ему, да и всей североамериканской тройке принять участие в чемпионате мира за сборную Казахстана в 2016 году в России (подгруппа, игравшая в Москве).
16 февраля 2017 года защитник новокузнецкого «Металлурга» Алексей Васильченко «вырубил» ударом в голову капитана «Барыса» Брэндона Боченски, из-за чего тот пропустил почти весь плей-офф, а летом объявил о завершении карьеры игрока. Васильченко был дисквалифицирован Спортивно-дисциплинарным комитетом КХЛ на одну игру и подвергнут незначительному штрафу
.
Всю карьеру в КХЛ Брендон провел в «Барысе», за который выступал с 2010 по 2017 год. За семь сезонов на его счету 397 (160+237) очков в 399 матчах КХЛ.С 2015 года Боченски играл за сборную Казахстана и был её капитаном. В составе национальной команды провёл 15 матчей и набрал 12 (5+7) очков.
В июле 2018 года 36-летний форвард возобновил карьеру в КХЛ после годичного перерыва, подписав контракт на год снова с «Барысом».
Летом 2019 года вновь объявил о завершении карьеры.
В июне 2020 года был избран мэром города Гранд-Форкс (штат Северная Дакота)

## Статистика
Последнее обновление: 27 января 2013 года
```
--- Regular Season ---  ---- Playoffs ----
Season   Team                        Lge    GP    G    A  Pts  PIM  GP   G   A Pts PIM
--------------------------------------------------------------------------------------
1999-00  Blaine Bengals              USHS   28   32   30   62   --  --  --  --  --  --
2000-01  Lincoln Stars               USHL   55   47   33   80   22  11   5   7  12   4
2001-02  U. of North Dakota          NCAA   36   17   15   32   34  --  --  --  --  --
2002-03  U. of North Dakota          NCAA   43   35   27   62   42  --  --  --  --  --
2003-04  U. of North Dakota          NCAA   41   27   33   60   40  --  --  --  --  --
2004-05  Binghamton Senators         AHL    75   34   36   70   16   6   1   0   1   2
2005-06  Ottawa Senators             NHL    20    6    7   13   14  --  --  --  --  --
2005-06  Binghamton Senators         AHL    33   22   24   46   36  --  --  --  --  --
2005-06  Chicago Blackhawks          NHL    20    2    2    4    8  --  --  --  --  --
2005-06  Norfolk Admirals            AHL    --   --   --   --   --   3   1   1   2   0
2006-07  Norfolk Admirals            AHL    35   33   33   66   31  --  --  --  --  --
2006-07  Chicago Blackhawks          NHL    10    2    0    2    2  --  --  --  --  --
2006-07  Boston Bruins               NHL    31   11   11   22   14  --  --  --  --  --
2007-08  Boston Bruins               NHL    20    0    6    6    6  --  --  --  --  --
2007-08  Providence Bruins           AHL     2    1    0    1    0  --  --  --  --  --
2007-08  Anaheim Ducks               NHL    12    2    2    4    6  --  --  --  --  --
2007-08  Nashville Predators         NHL     8    1    2    3    0   3   0   0   0   0
2008-09  Norfolk Admirals            AHL    69   27   26   53   48  --  --  --  --  --
2008-09  Tampa Bay Lightning         NHL     7    0    1    1    2  --  --  --  --  --
2009-10  Norfolk Admirals            AHL    42   21   19   40   16  --  --  --  --  --
2009-10  Tampa Bay Lightning         NHL    28    4    9   13    2  --  --  --  --  --
2010-11  Barys Astana                KHL    40   22   23   45   36   4   0   1   1   2
2011-12  Barys Astana                KHL    49	 27   32   59	26   7	 0   5	 5   8
2012-13  Barys Astana                KHL    44	 18   17   35	20

--------------------------------------------------------------------------------------
         NHL Totals                        156   28   40   68   54   3   0   0   0   0

```